# Evidences
Evidences est un périodique juif, bimestriel, publié à Paris, par l'American Jewish Committee, de 1949 à 1963.

## Histoire
De 1949 à 1963, la revue Evidences est publiée à Paris par l'American Jewish Committee. Le premier numéro parait en mai 1949 et le dernier numéro (No. 96) est en date d'avril-mai 1963. Il n'y a pas de numéro 60,.
Le directeur de la revue est Nicolas Baudy.
Manès Sperber dit de lui et de sa revue Evidences : « Nicolas Baudy a consacré les années entre 1949 et 1963, (...) au combat contre la despotique confusion stalinienne qui, anesthésiant les consciences et aveuglant les esprits, rendait alors d’innombrables intellectuels capables de glorifier mensonge, misère et meurtre au nom de la vérité, de la liberté, des « lendemains qui chantent ». (…) Nicolas Baudy a su rassembler autour de lui un nombre sans cesse croissant d’intellectuels, juifs et non-juifs, des philosophes, des sociologues, des historiens, des romanciers, des essayistes et des critiques littéraires qui, tous, imperméables à la propagande totalitaire faite de terreur et de promesses séduisantes, acceptaient de penser par eux-mêmes. »,.